# 16. návštěvní expedice (ISS)
16. návštěvní expedice (zkráceně EP-16; rusky Шестнадцатая экспедиция посещения, ЭП-16) na Mezinárodní vesmírnou stanici (ISS) byla krátkodobá výprava amerického manažera a podnikatele Charlese Simonyiho, na stanici. Po týdenním pobytu na ISS a splnění plánovaného programu se Američan vrátil na Zem. Šlo o druhou Simonyiho kosmickou cestu, poprvé vzlétl do vesmíru v dubnu 2007 jako člen 12. návštěvní expedice na ISS.

## Posádka

### Hlavní
- Charles Simonyi (2), účastník kosmického letu, soukromník

V závorkách je uveden dosavadní počet letů do vesmíru včetně této mise.

### Záložní
- Esther Dysonová, soukromník

## Průběh výpravy

### Přípravy
Mezinárodní vesmírná stanice (ISS) byla od začátku listopadu 2000 trvale osídlena lidmi. Základní posádky stanice byly do havárie Columbie střídány raketoplány, jako záchranné čluny jim sloužily lodě Sojuz. Po přerušení letů raketoplánů v důsledku havárie byla velikost základních posádek stanice snížena na dva kosmonauty, jejichž dopravu zajišťovaly Sojuzy. Třetí místo v lodích obsazovali členové návštěvních posádek, po týdnu se vracející na Zem starým Sojuzem.
Místo v Sojuzu TMA-14 startujícím v dubnu 2009 si zakoupil americký manažer a podnikatel Charles Simonyi, který se vydal do vesmíru už v dubnu 2007 ve 12. návštěvní expedici. Oznámení o jeho dalším letu bylo společností Space Adventures zveřejněno koncem září 2008, v prosinci prošel nezbytnou lékařskou kontrolou a od ledna 2009 zahájil přípravu ve Středisku přípravy kosmonautů (CPK) v Hvězdném městečku.
Náhradníkem Simonyiho se stala americká manažerka a investorka Esther Dysonová. Se Space Adventures se dohodla na podzim 2008, zaplatila 3 milióny dolarů, získala souhlas lékařů s výcvikem a v lednu 2009 společně se Simonyim zahájila přípravu.

### Let
Gennadij Padalka a Michael Barratt z Expedice 19 společně s Charlesem Simonyim odstartovali 26. března 2009 11:49 UTC z kosmodromu Bajkonur v lodi Sojuz TMA-14; po dvou dnech samostatného letu se 28. března ve 13:05 UTC spojili se stanicí.

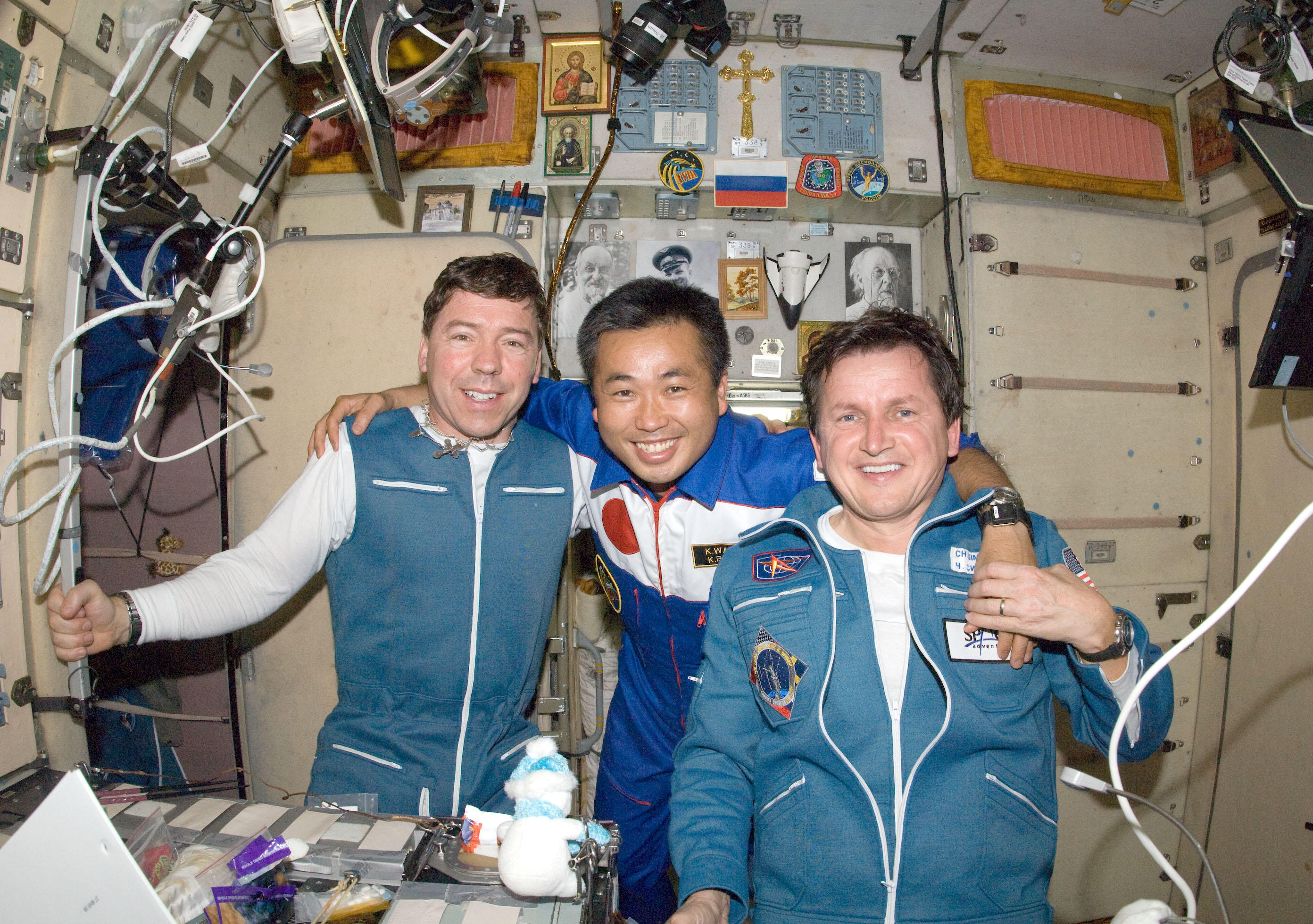
Michael Barratt (vlevo), Kóiči Wakata (uprostřed) a Charles Simonyi na palubě ISS.

Po spojení se kosmonauti uvítali s posádkou ISS, vyložili náklad pro stanici a zahájili plánovanou činnost. Simonyi se věnoval fotografování a filmování povrchu Země i interiéru stanice, telemostu CUP-M – ISS – CUP-M, měření úrovně radiace na stanici a radioamatérským spojením se školami. Též přivezl na ISS upomínkové předměty.
Simonyimu s jeho aktivitami pomohli i ruští kosmonauti, věnovali jim téměř pět hodin svého času; vyžádaly si dodávku necelých 15 kg vybavení na stanici a návrat na Zem do 5 kg materiálu s výsledky.
Po týdenním pobytu na ISS se 8. dubna 2009 ve 3:52 UTC Simonyi a vracející se posádka Expedice 18 v Sojuzu TMA-13 odpoutali od stanice a týž den v 7:16 UTC přistáli v severním Kazachstánu, 136 km severovýchodně od Džezkazganu.